# Jespák lžícozobý
Jespák lžícozobý (Calidris pygmaea) je malý druh bahňáka z čeledi slukovitých, který hnízdí v pobřežních oblastech Beringova moře a zimuje v jihovýchodní Asii. Typickým znakem druhu je lžícovitě rozšířený konec zobáku, což je v rámci bahňáků zcela unikátní. Jedná se o kriticky ohrožený druh, který zaznamenal od počátku 21. století drastický pokles populace, za kterým stojí hlavně úbytek habitatu na tahových zastávkách (hlavně wattové pobřeží v oblasti Žlutého moře) a lov na zimovištích (hlavně Myanmar). 

## Systematika
Druh vědecky popsal Carl Linné již v roce 1758 pod názvem Platalea pygmea. Švédský zoolog Sven Nilsson v roce 1821 druh přeřadil do rodu Eurynorhynchus. Na základě genetických dat publikovaných v roce 2012 byl jespák zařazen do rodu Calidris.
Podle analýzy mitochondriální DNA je čínská a jihokorejská populace jespáka lžícozobého úzce příbuzná s kameňáčkem pestrým (Arenaria interpres).

Vybraná dobová vyobrazení
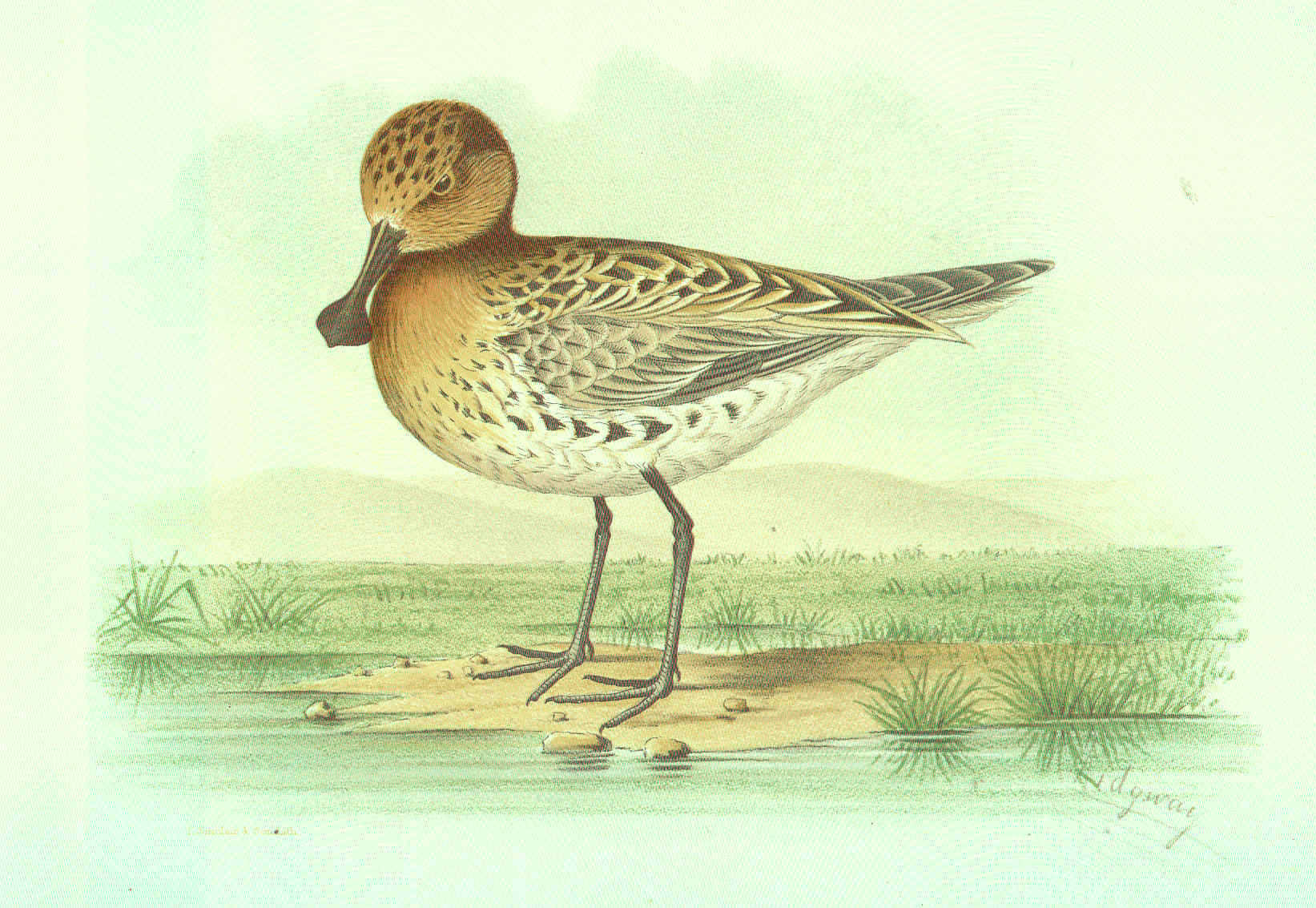
Prostý šat (1883)
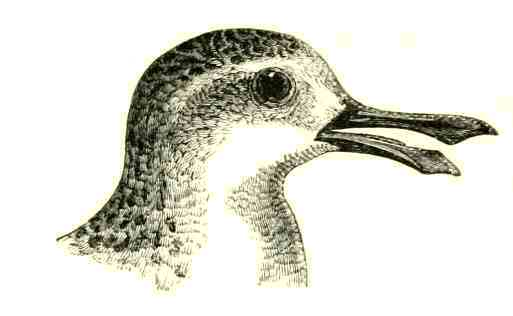
Hlava (1890)
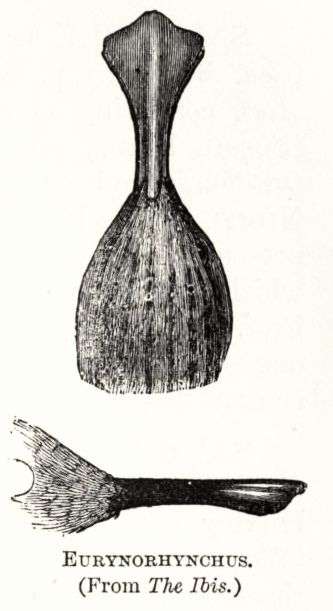
Zobák (1891)

## Popis

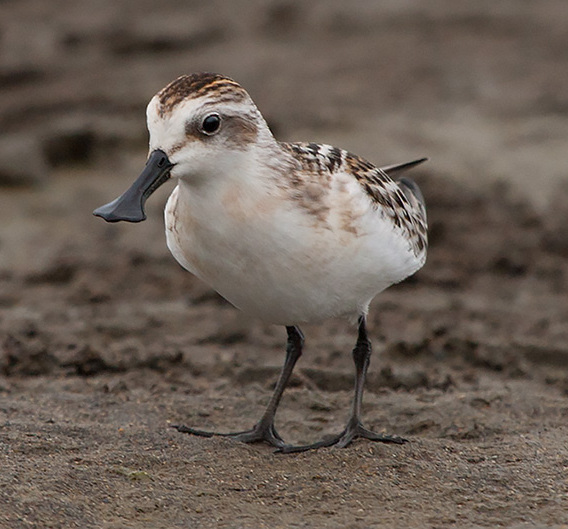
Dospělý jedinec v prostém šatu

Jednoznačným identifikačním znakem jespáka je jeho černý lžícovitý zobák, který dal jespáku jeho druhové jméno. Zobák je na konci ploše rozšířený, což je v rámci ostatních bahňáků unikátní. Dosahuje délky 19–24 mm, konec je široký 10–12 mm. Funkce rozšíření není zcela jasná. Americký ornitolog David Sibley navrhl, že zobák má funkci jakési lopaty, kterou jespák odhrabává svrchní vrstvu bláta a řas při pomalém pochodu vpřed skrze mělké mokřady a watty, a odkrývá tak vodní bezobratlé živočichy, kterými se krmí. Nohy jsou černé. Délka těla je 140–160 mm, křídlo je dlouhé 98–106 mm. Ocas je dlouhý 37–39 mm.
Ve svatebním šatě jespáků je opeření na jejich tvářích, krku a horní straně hrudi převážně rezavé s tmavě hnědým pruhováním. Obočí je kaštanovočervené a tmavě hnědé, za okem světlejší. Peří u kořene zobáku a na bradě je bílé. Spodní část hrudi je bledě kaštanová s hnědými pruhy po stranách. Zbytek spodiny včetně spodní strany křídel je bílý. Zbytek těla je strakatý bílou, hnědou a černou barvou. V prostém šatu jsou jespáci mnohem méně výrazní, jejich opeření je převážně šedé. Tvář a hruď je bílá, svrchní část těla převážně šedá s hnědým flekováním.

## Rozšíření a stanoviště
Jespáci lžícozobí patří k tažným ptákům. Jejich hnízdiště se nachází v pobřežních oblastech Čukotského poloostrova a pak dále na jih do severozápadních oblastí Kamčatky. Po skončení doby hnízdění migrují do pobřežních oblastí Tichého oceánu na jihovýchodě Asie. Tahové trasy jespáků vedou přes Rusko, Japonsko, Severní Koreu, Jižní Koreu, Čínu, Hong Kong, Taiwan a Vietnam. Hlavní zimoviště se nachází v pobřežních oblastech jižní Číny, ve Vietnamu, Thajsku, Bangladéši a Myanmaru. Občas při zimních toulkách zbloudí až do Kambodži, Indonésie, Indie, Malajsie a na Šrí lanku. Délka tahové cesty dosahuje až 8000 km.
Druh má vysoce specializované nároky na hnízdní habitat. Hnízdní pouze v pobřežních wattech lagun v oblasti pískových či štěrkových kos s dostatkem vegetační pokrývky. Hnízdí buď v místech bohatého výskytu lišejníků a šichy černé nebo v nízké vegetaci s převažující zakrslou břízou, vrbami a ostřicemi v blízkosti jezer a wattů.

## Biologie

### Potrava
Na hnízdištích se krmí hmyzem a larvami, které často sbírá v okolí přírodních sladkovodních ploch. Potravu občas doplňuje rostlinným materiálem a bobulemi. Na zimovištích na pobřežních wattech a u lagun se krmí hlavně v mělké vodě a na měkkém bahnitém podloží, kde je často k viděné s jinými druhy bahňáků. Na zimovištích sbírá různé mořské bezobratlé živočichy jako jsou krevety a mnohoštětinatci.

### Hnízdění

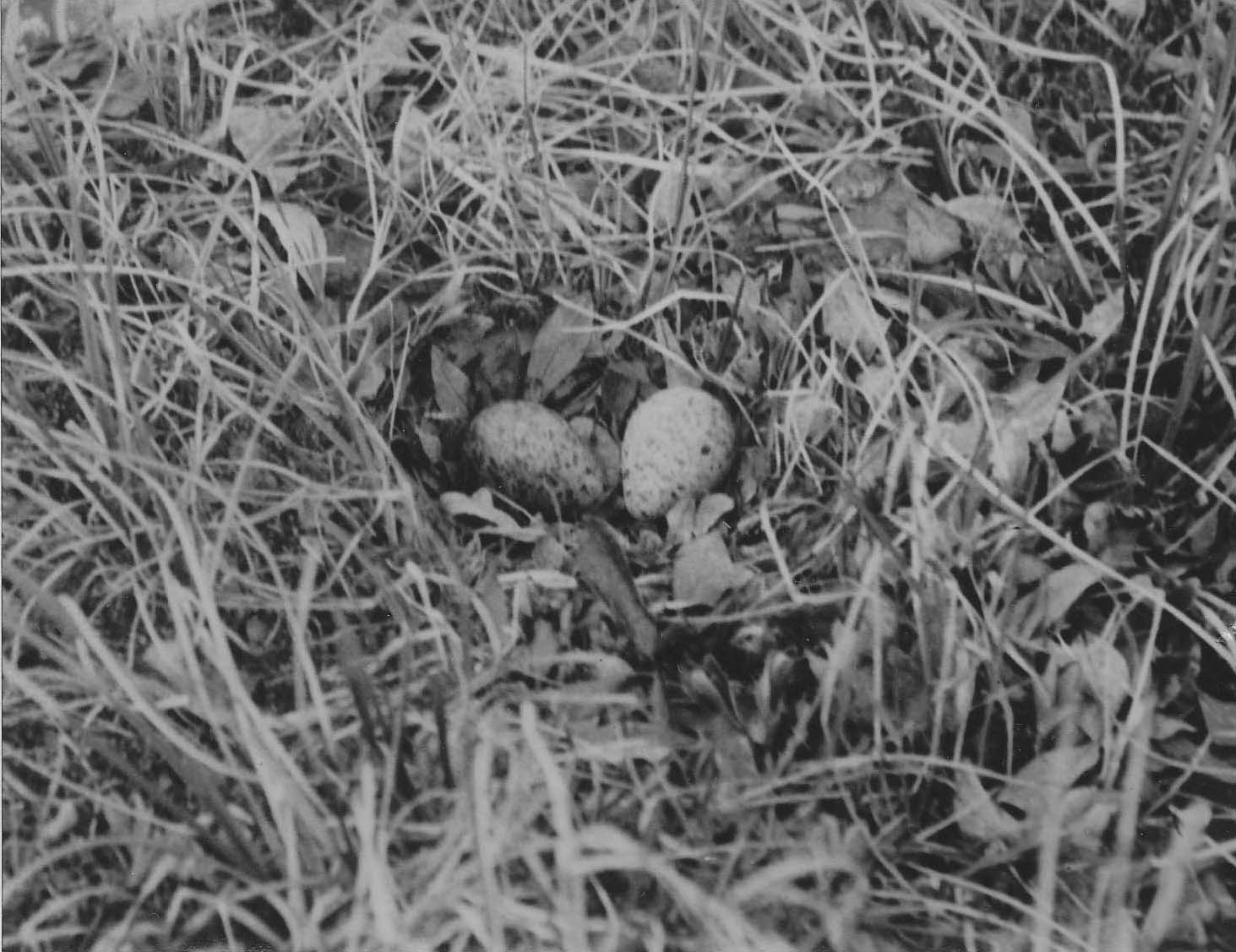
Hnízdo se snůškou jespáka lžícozobého

Jespáci lžícozobí dolétávají na svá hnízdiště v Rusku na přelomu května a června. Krátce po příletu si samci začnou vyhraňovat teritoria, na která se snaží nalákat samice, zatímco teritoria brání proti ostatním samcům. V této době podnikají namlouvací lety, během kterých krouživými pohyby oblétávají svá teritoria a za hlasitého trylkovacího pokřiku se pouští do prudce klesajících spádových letů. Po utvoření páru samec přestane s předváděním a pár vybere vhodné místo ke stavbě hnízda, které představuje mělký důlek přímo na zemi. Samice klade kolem 4 vajec. Inkubují oba budoucí rodiče, na vejcích se většinou vystřídají po polovině dne. Inkubační doba trvá 19–23 dní. Novorozená mláďata opouští hnízdo krátce po narození a za doprovodu samce začnou se sbíráním potravy. Krátce po vyklubání mláďata se samice vydávají na migrační cestu. Po cca 20 dnech dochází k osamostatnění mláďat, načež se vydávají na migrační cestu i samci. Po několika týdnech, až mláďata nasbírají dostatečné množství energie a sil, se vydává na migrační cestu i nová generace jespáků. Nedospělí jedinci patrně tráví první léto na zimovištích a na hnízdiště se vydávají až druhým rokem.

## Ohrožení a ochrana

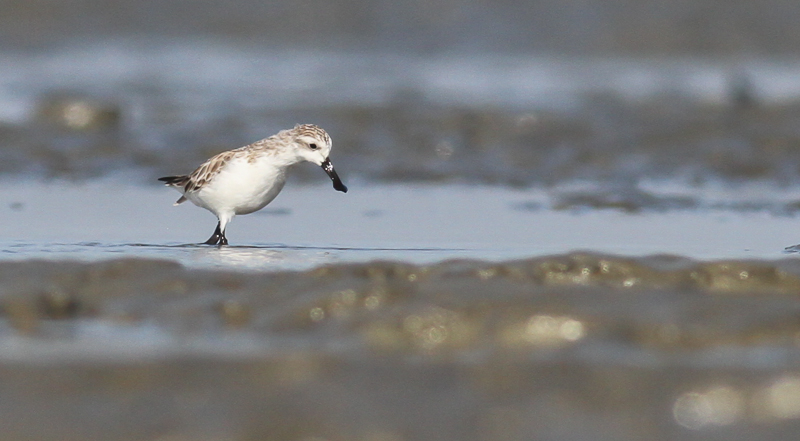
Jespák lžícozobý v typickém přirozeném prostředí bahnitých pobřežních oblastí (Bangladéš)

Následkem specializovaných požadavků na hnízdní habitat jespáci lžícozobí patrně nikdy nepředstavovali početný druh. V 70. letech 20. století se početnost druhu odhadovala na 2000–2800 párů. V roce 2000 odhady hovořily již jen o cirka 1000 párech. Mezi lety 2002–2009 celková populace druhu poklesla až o 88 % a k roku 2009 odhadována jen na 120–200 párů. Primární příčinou tohoto prudkého poklesu byl patrně intenzivní lov v Myanmaru, kde chudí obyvatelé venkovských sídel loví některé tažné ptáky za účelem jejich prodeje na místních trzích. Primárním cílem lovců jsou jiné ptačí druhy jako je koliha velká nebo kulík pacifický, v jejich sítích však často uvíznou i jespáci lžícozobí. Vedle těchto odchytů bývají jespáci lžícozobí vedlejšími (nechtěnými) úlovky lovců i v dalších zemích jako je Vietnam, Čína a Bangladéš. Dalším klíčovým problémem populace je rychlý úbytek jejího zimního habitatu. Wattové mělčiny společně s mokřady mizí pod tlakem nové výstavby, zemědělství, průmyslu, infrastruktury a akvakultury. Např. z oblasti přílivové mělčiny Saemangeum, kde se jespáci lžícozobí vyskytovali ve stovkách jedinců, došlo po roce 2007 prakticky k jejich úplnému vymizení. Studie z roku 2021 odhadla celkovou populaci druhu na cirka 490 dospělých jedinců a kolem 773 jedinců včetně mláďat, případně o něco málo více.
Mezinárodní svaz ochrany přírody druh původně vedl jako zranitelný, avšak rapidní pokles stavů vedl v roce 2004 k překlasifikování druhu na ohrožený taxon a od roku 2008 je druh dokonce veden jako kriticky ohrožený. Jespáky odvrátily od vyhynutí intenzivní ochranářské akce. K těm patří ekonomická pomoc pro lovce, kteří jsou jinak existenčně závislí na lovu bahňáků, a budování místních ekonomik. Snad nejdůležitější, avšak organizačně nejsložitější, je ochrana tahových zastávek a zimovišť druhu. Na řadě míst již byla založena chráněná území různého stupně ochrany. V přípravě je začlenění rozsáhlých území Žlutého a Pochajského moře do přírodního dědictví UNESCO. Ochranářské spolky se snaží o vzdělávání místních komunit ohledně tažných ptáků a probíhá úsilí i o umělý odchov jespáků lžícozobých.